# سن سباستین د گارابندال
سن سباستین د گارابندال (به اسپانیایی: San Sebastián de Garabandal) یک منطقهٔ مسکونی در اسپانیا است که در ریونانزا واقع شده‌است. سن سباستین د گارابندال ۱۰۷ نفر جمعیت دارد و ۶۹۷ متر بالاتر از سطح دریا واقع شده‌است.